# Adler
Adler (Адлер) — з 1880 року німецький виробник друкарських машинок, автомобілів, мотоциклів та велосипедів. Штаб-квартира розташована у Франкфурті-на-Майні. У 1957 році компанію купує фірма Grundig. У 1949 році компанія припинила виробництво автомобілів.

## Заснування компанії. Виробництво велосипедів
У 1880 році Генріх Кляйер засновує фірму Heinrich Kleyer GmbH. Він став першим виробником велосипедів у Франкфурті-на-Майні. У 1886 фірма вперше стикається з автомобілями, виступаючи постачальником коліс для автомобілів «Бенц» моделі «Вело».
У 1889 фірма починає випускати, крім велосипедів, і друкарські машинки. Через 6 років, після розширення і успіху фірми, Кляйер перейменовує фірму, організовуючи акціонерне товариство на її основі — Adlerwerke vorm. H. Kleyer AG. До речі, «Адлер» по-німецьки — орел.
Тим часом інженер із Аахена — Макс Куделл отримує ліцензію на виробництво двигунів у фірми Де Діон (1897 рік). У 1898 році він будує свої перші трицикли, а в 1899 році — «войтюретки». Рами для трициклів поставляє Куделлю завод Кляйера.

## Початок виробництва автомобілів

Adler 4 1/2HP Vis-à-vis 1901

У 1899 році Кляйер відвідує Париж, де побачив новий автомобіль Луї Рено. Він його настільки вражає, що вирішує сам зайнятися виробництвом автомобілів. Тому не дивно, що перший автомобіль, який з'явився в 1900 році, нагадував «Рено». На машині був 1-циліндровий мотор Де Діон. Кузов Vis-à-Vis був прикріплений до трубчастої рами, а момент до задніх коліс передавався через карданний вал.
Машина мала мотор у 400 кубів і потужність 3.5 к. сили, що дозволяло розганятися до 35 км/год.

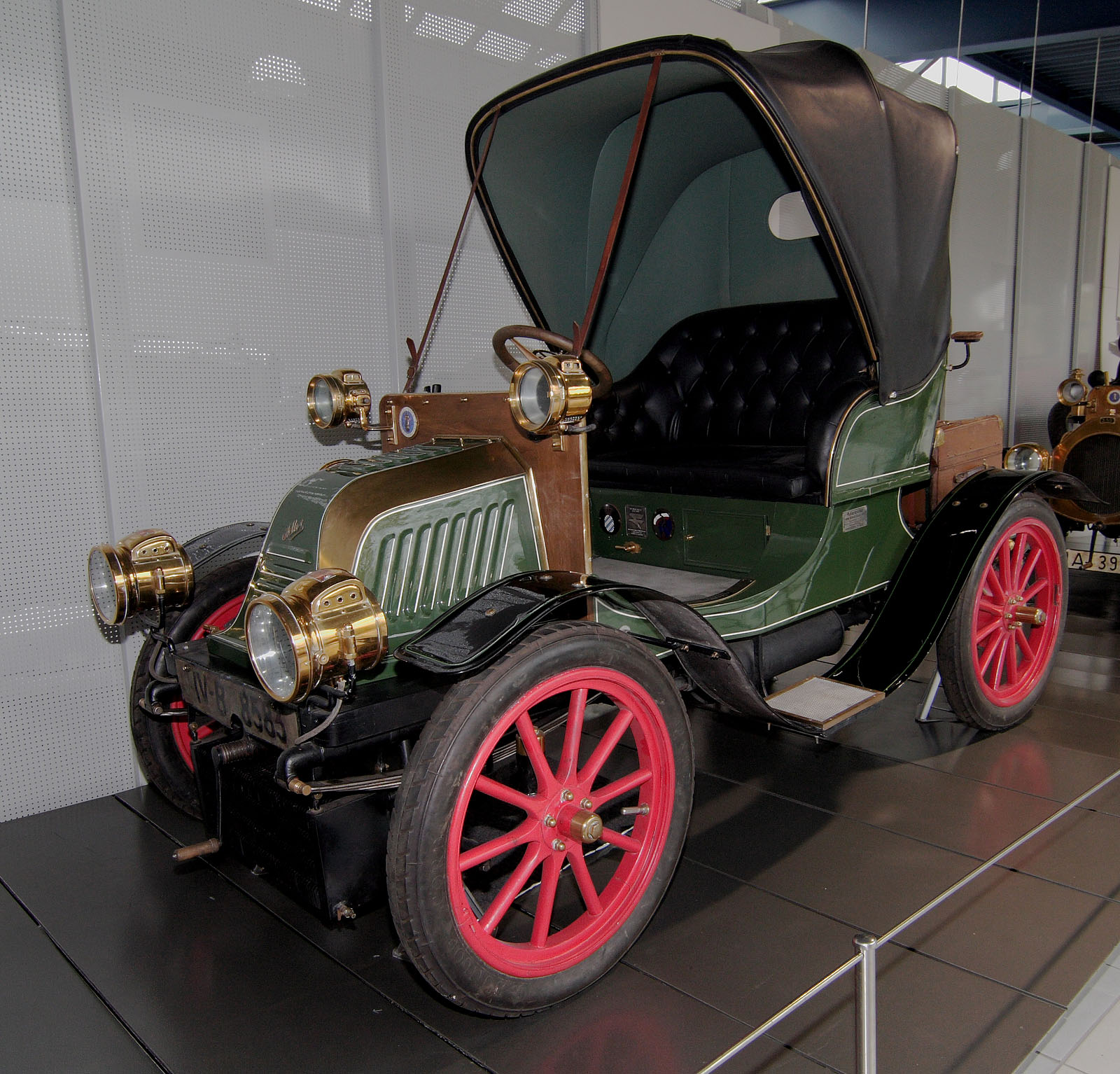
Adler 8PS

У тому ж році з'явилася потужніша модель — 4,5PS з 510-кубовим мотором. Через рік фірма почала випускати мотоцикли, заодно з'явилася 8-сильна модель 8PS з 860-кубовим мотором. На такій машині Отто Бірбаум (німецький публіцист) вирушить 1902 року разом з дружиною в автомобільну подорож з Німеччини в Італію. Пізніше він про цю подорож напише книгу.
Кляйер вирішив розширити виробничу програму ліцензійними багатоциліндровими двигунами. У 1903 році у фірму приходить інженер Едмунд Румплер, він розробляє 4-циліндровий мотор об'ємом у 4 л для моделі 24/28PS і 2-циліндровий 2-літровий для 8/12PS. На першій моделі сини Генріха Кляйера — Ервін і Отто — отримають безліч призових місць у різних автогонках.

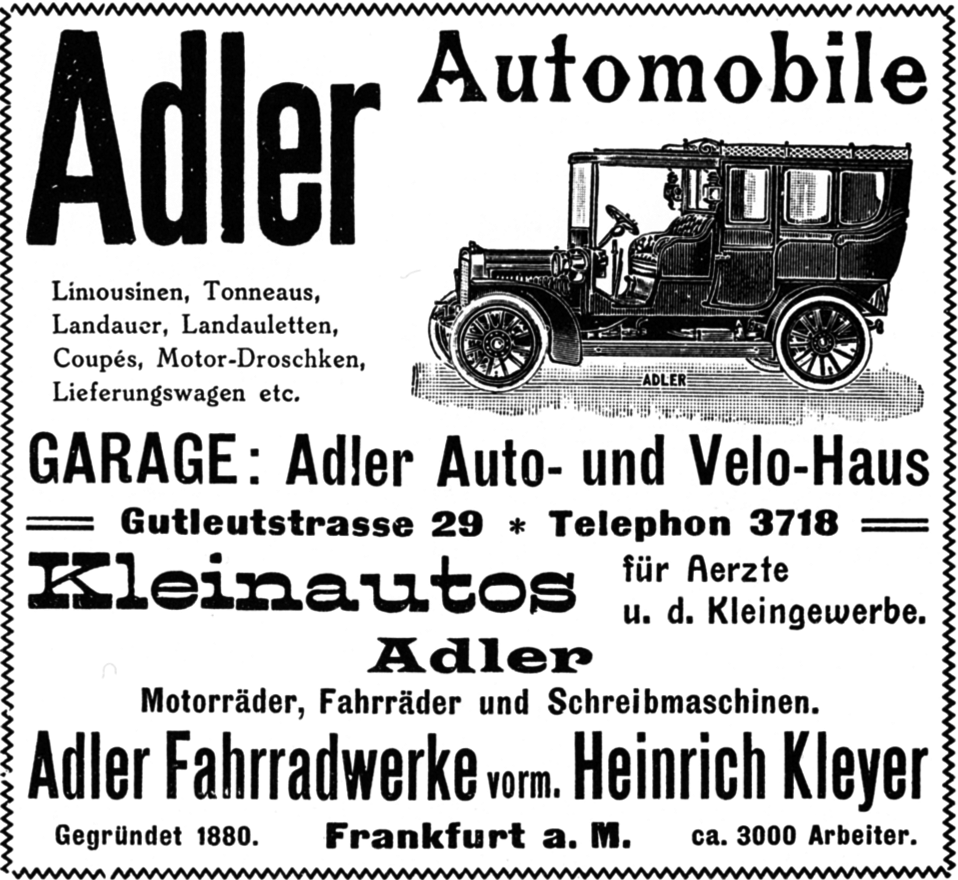
Adler 40/50PS

До речі, саме працюючи в «Адлері», Румплер запатентував осі кочення, які не використовувалися на машинах аж до «VW Жука» і потім стали широко відомими завдяки автомобілям «Порше». Але в той час вони нікого не зацікавили. Ще одне нововведення, винайдене Румплером і вперше використане на «Адлері» — вбудована в мотор коробка передач. Вперше застосована на люкс-моделі марки — 40/50PS з 7.5 л мотором. Вперше ця машина була представлена в 1905 році.
У той же час з'явилася малолітражка з V2 1 л мотором — 4/8PS.
1908 року велика модель узяла участь у гонках на «Кубок принца Генрі», у гонці було заявлено 144 учасника, «Адлер» прийшли 3 і 5, бронзового призера обігнали тільки більші «Бенц» і «Мерседес», які, до того ж, управлялися кращими гонщиками. Але в більшості своїй на «Адлер» будували не гоночні машини, а скоріше солідні. Крім 40/50 і 4/8 випускалися: 2-циліндровий 5/9 і 4-циліндрові — 8/15 (2 л), 11/18 (2.8 л), 10/28 (2.6 л), 13/30 (3.2 л), 19/45 (4.8 л), 23/50 (5.8 л). Це всі серії 1907–1910 років.

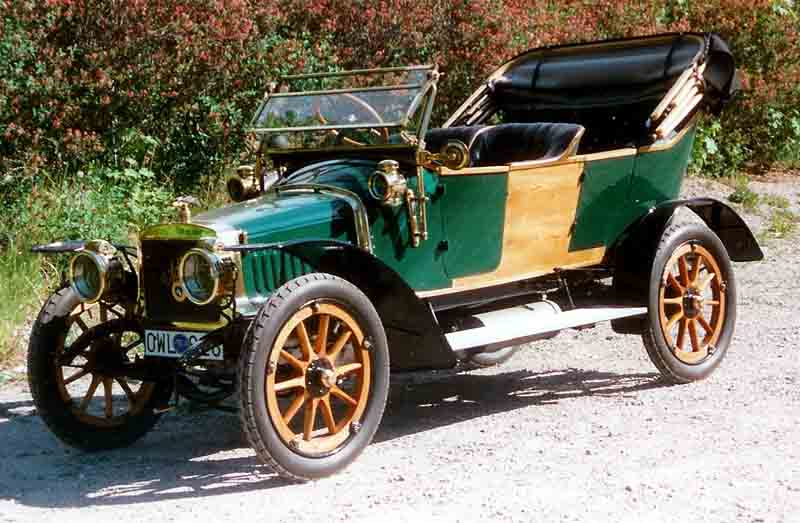
Adler 5/13PS

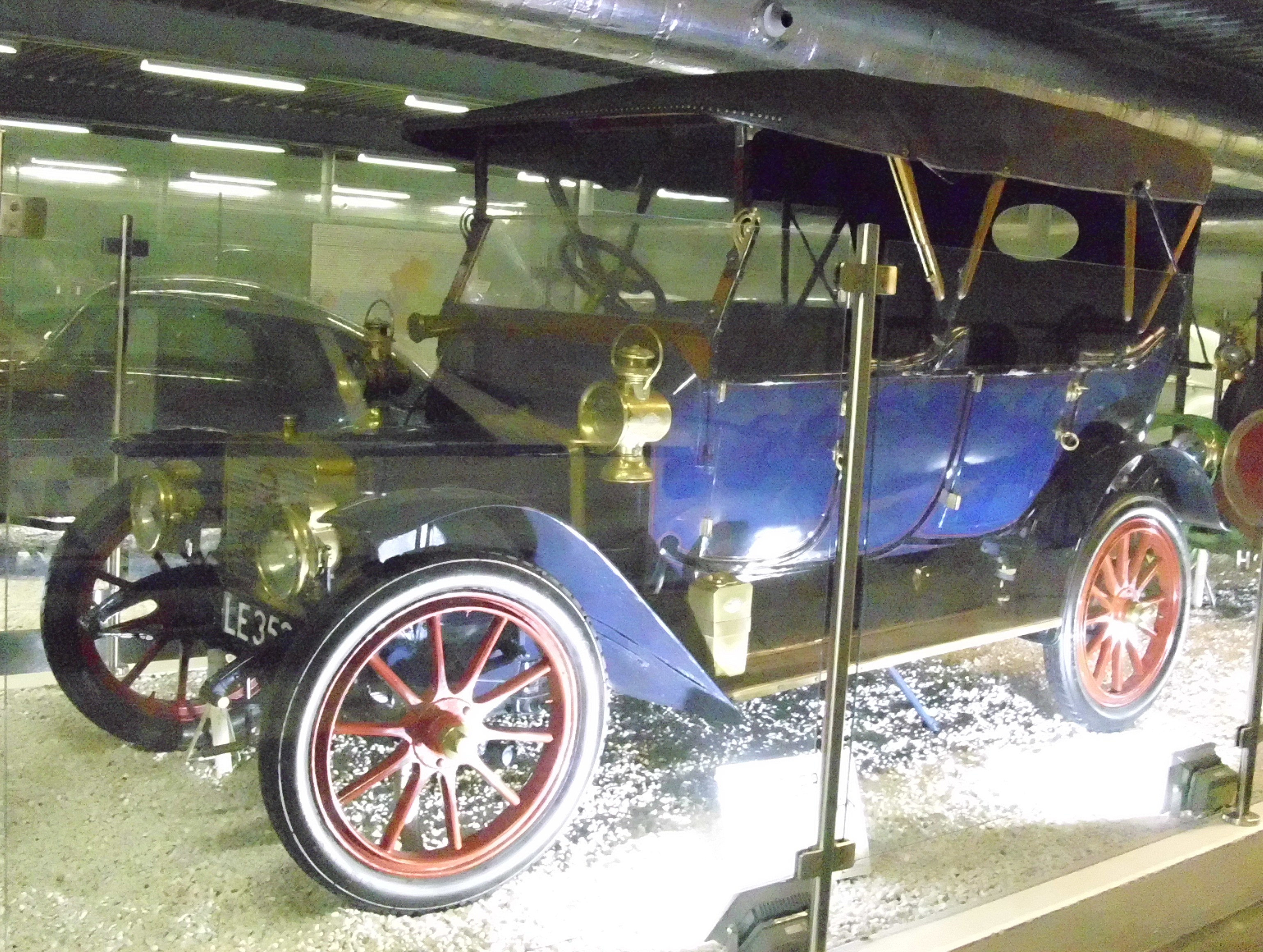
Adler 7/15PS

На початку 1910 року з'явилася ціла серія нових моделей, причому 2-циліндрові пропали з виробничої програми: K 5/13PS (1.3 л), KL 6/16PS (1.5 л), K 7/15PS (1.8 л), 9/24PS (2.3 л), 12/30PS (3.1 л), 15/40PS (3.9 л), 20/50PS (5.3 л), 25/55PS (6.5 л), 30/70PS (7.8 л), 35/80PS (9.1 л).
Ці машини випускалися до початку Першої світової війни. Причому машини мали хорошу популярність за межами Німеччини, зокрема вони непогано розходилися в Англії, Індії та Південній Африці. А в Німеччині взагалі 20 % всіх машин до 1914 року несли на радіаторі логотип «Адлера».
Після Першої світової війни «Адлер» відновлює виробництво легкових машин тільки в 1921 році, це були довоєнні автомобілі середнього класу, трохи доопрацьовані. Це були 4-циліндрові: 6/22PS з півторалітровим мотором, 9/24/30PS (2.3 л) , 12/34/40PS з 3.1 л і 18/60PS (4.7 л).
У 1925 році з'являються перші 6-циліндрові моделі, це були 10/50 і 18/80, перший мав об'єм у 2.6 л, а другий — 4.7.
Також з'являється новий 4-циліндровий автомобіль з 1.5 літрами — 6/25.

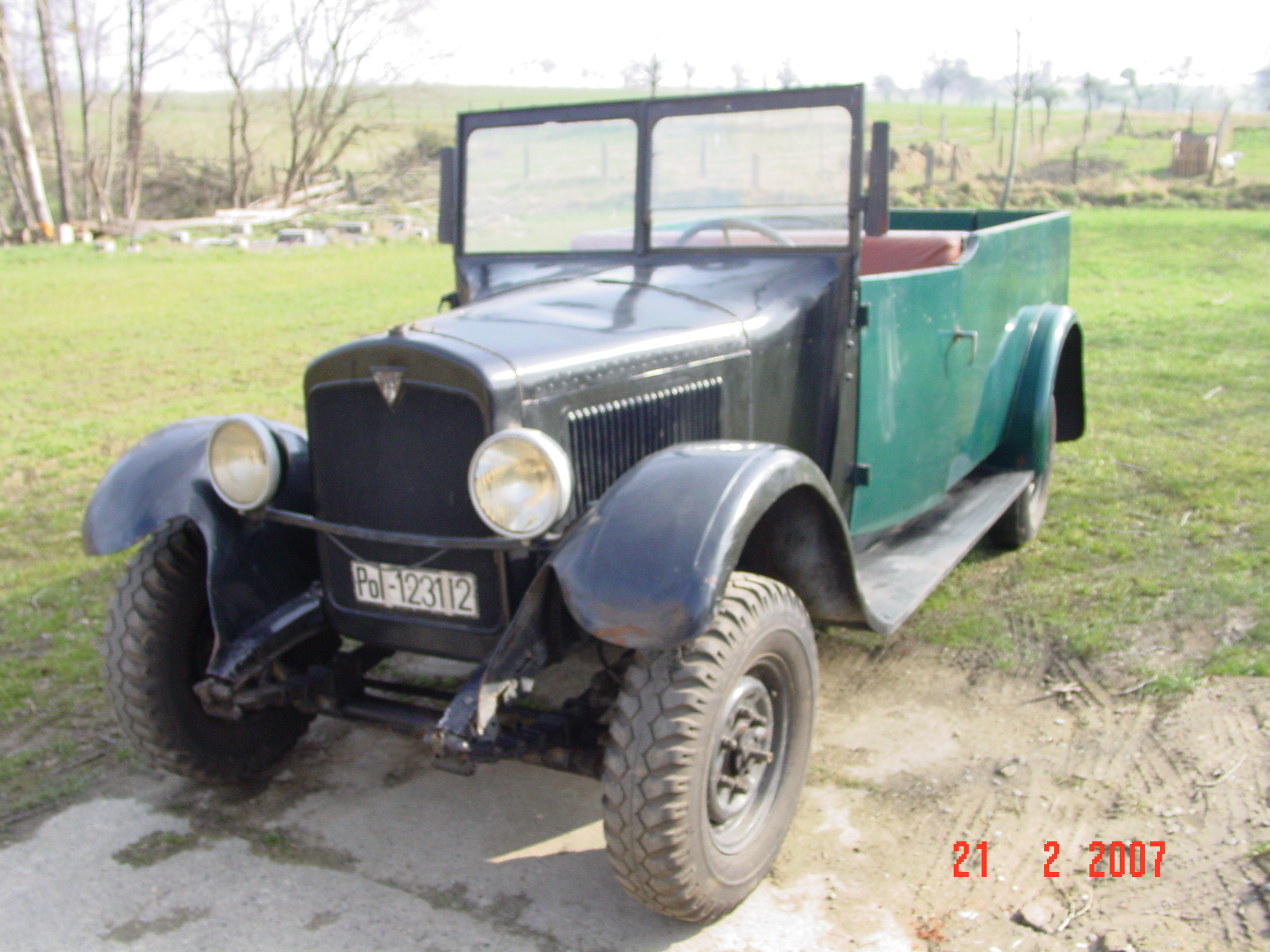
Adler Standard 6

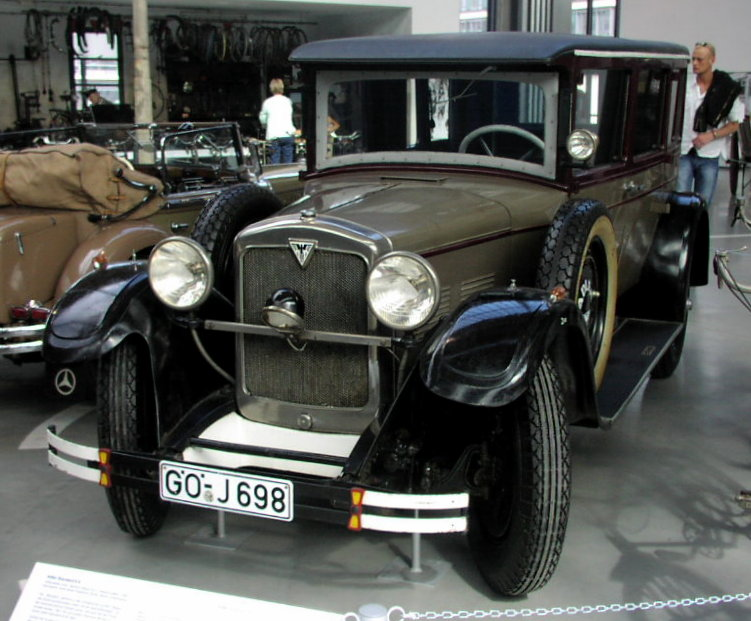
Adler Standard 8

У 1927 році з'являються нові моделі серії «Штандарт», спочатку — 6-циліндровий 2.6 л, а через рік — і мотор 3.9 л з рядною 8-кою.
Зовні вони дуже нагадували «Крайслери» тієї епохи. Справа в тому, що Ервін Кляйер, який до того часу стояв біля керма компанії, вів переговори з Уолтером Крайслером про злиття фірм. Тому «Адлери» мали на собі американський вплив. Крім того, «Штандарт 8» був першим німецьким автомобілем, який мав гідравлічний привід гальм. До речі, в 1927 році «Штандарт 6» також став першим автомобілем, на якому здійснили навколосвітню подорож, проїхавши через Росію і Сибір; виконали це мандрівники німець Штіннес і швед Седестрем.

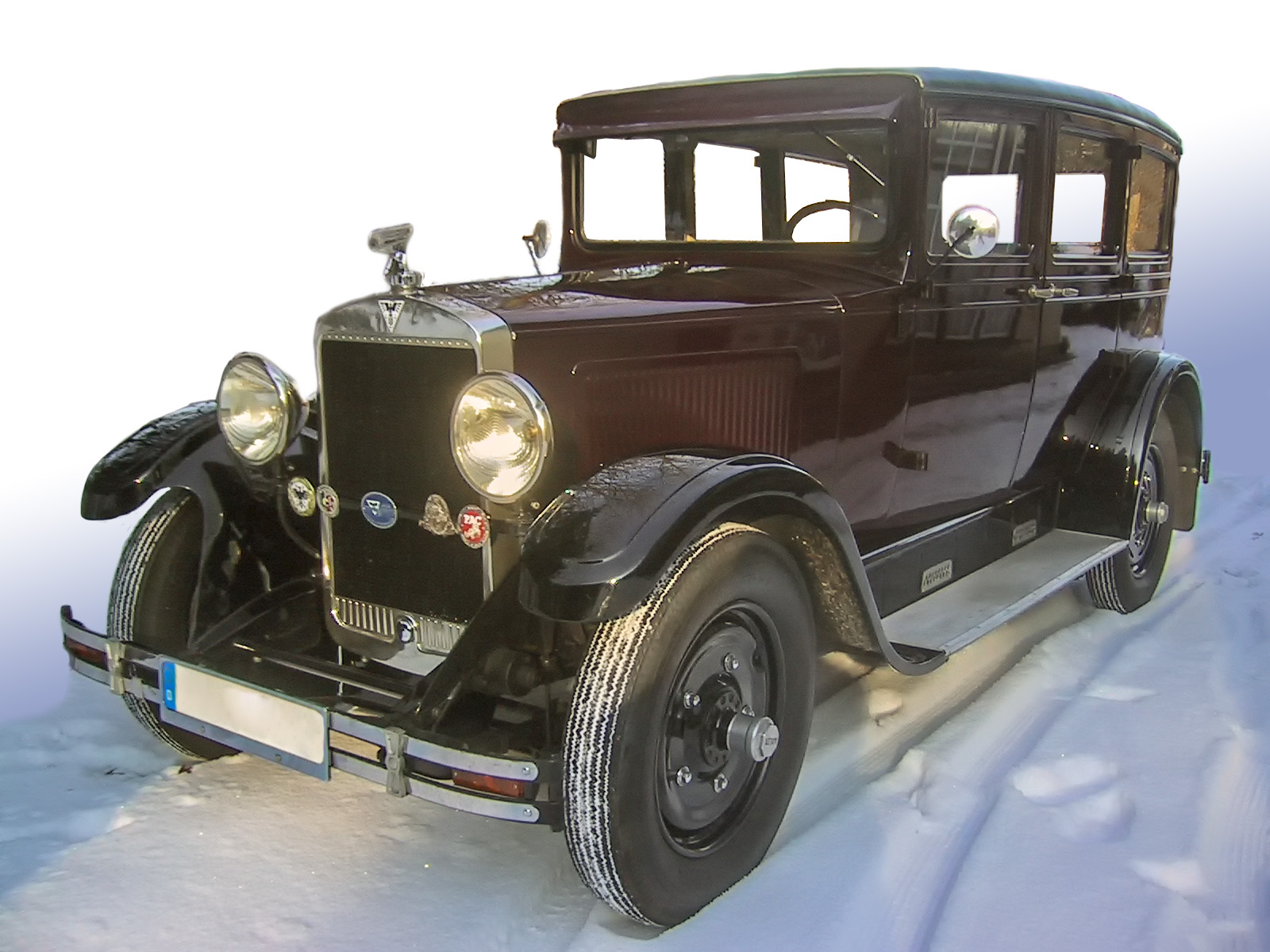
Adler Favorit

У 1929 році «Штандарт 6» отримав збільшений до 2.9 мотор, і з'явилася більш дрібна серія — «Фаворит». Вона мала 4 циліндри і мотор об'ємом 1.9 л, ця машина також мала гідравлічні гальма.
Що стосується «Крайслера», то «Дженерал Моторс» викуповує «Опель», і «Дойче Банк» відмовляється спонсорувати угоду «Адлер-Крайслер», тож ідея провалилася. У грудні 1930 року головним інженером «Адлера» стає Йозеф Ганц, він побудував прототип, який ляже потім в основу «VW Жука». Це був автомобіль з незалежною підвіскою всіх коліс, з центральним розташуванням двигуна і т. д. Але в травні 1931 року його заміщає Густав Рер, і всі старі проєкти закриваються. Він починає проєктувати передньопривідний автомобіль з незалежною підвіскою коліс.

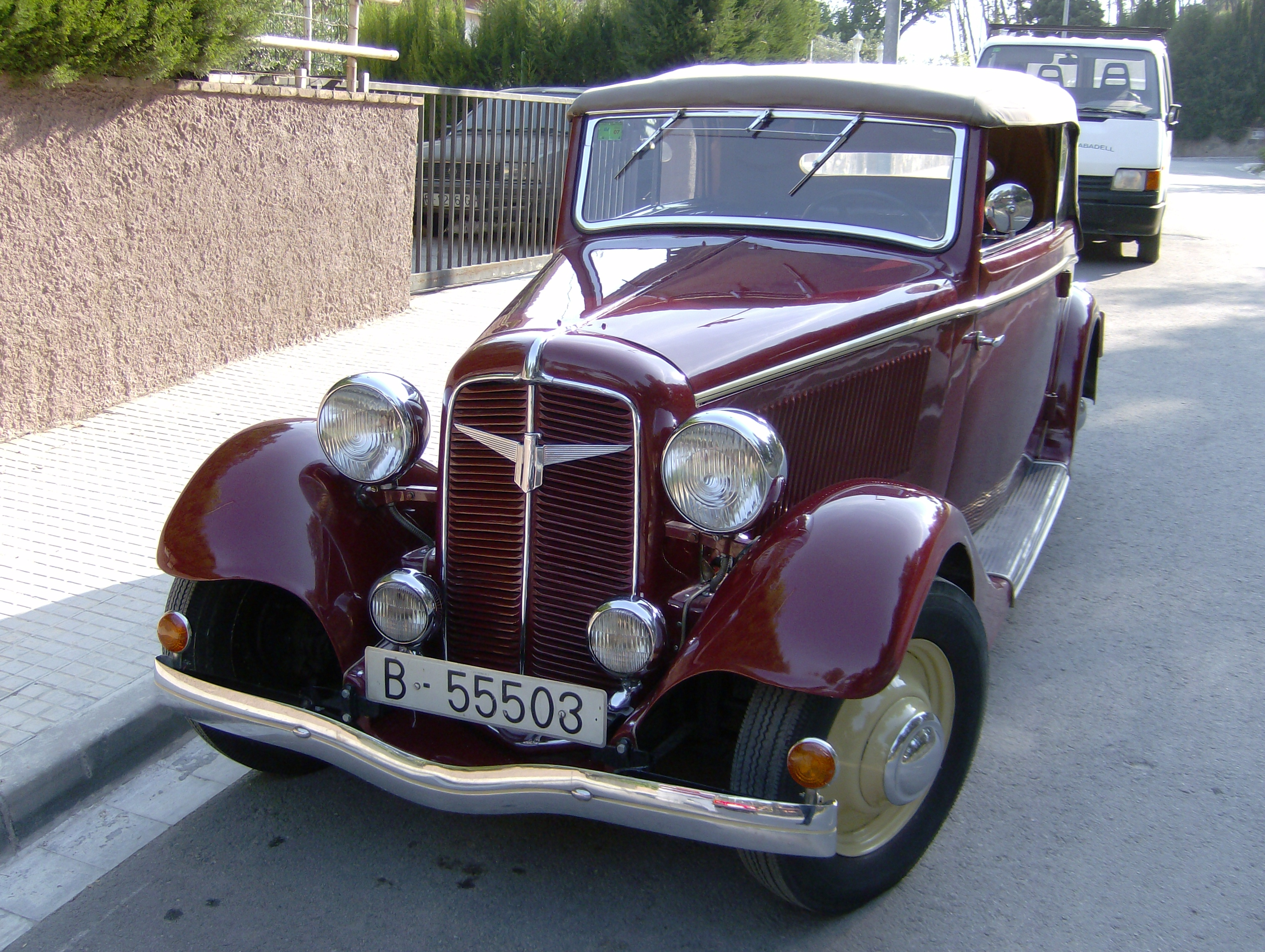
Adler Trumpf

Так у 1932 році з'являється модель Trumpf, що перекладається як «козир». Машина мала спочатку мотор 1.5 л, з 1933 року його замінює мотор 1.7 л.
Він випереджає на рік «Сітроен Траксйон Аван», і за ліцензією «Адлера» фірми «Розенгард» та «Імперіа» починають випускати такі ж машини (у Франції та Бельгії відповідно). Машина стала доволі масовою, до 1936 року продали 18 500 машин.
Однак для тих, хто боявся купувати передньопривідне авто, фірма продовжила випускати автомобілі класичного компонування, це була модель «Прімус». Вона мала ті ж мотори, що і «Трумпф», і навіть передня підвіска була незалежною, але кардан передавав крутний момент на задні колеса.

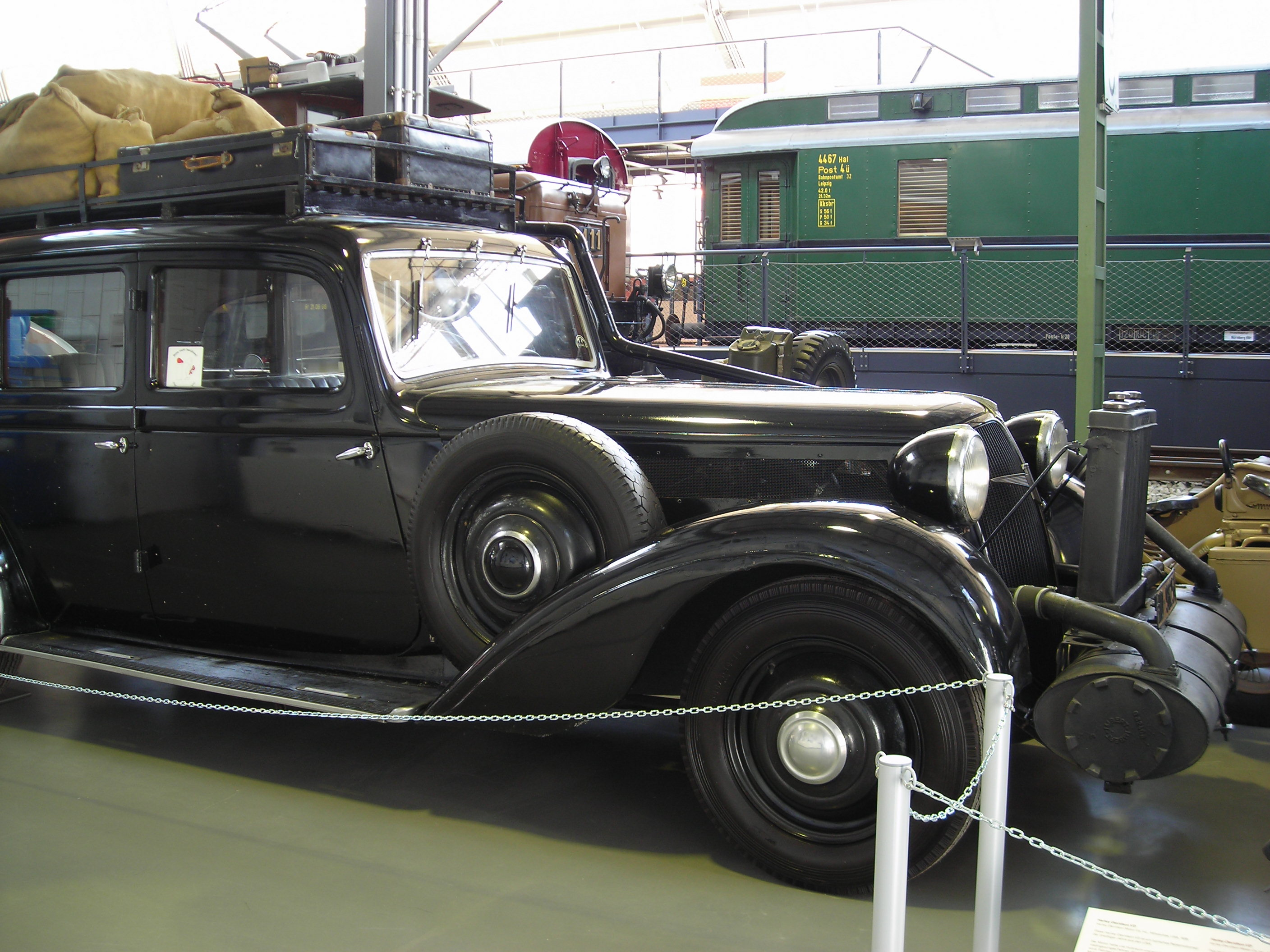
Adler Diplomat

У 1934 році «Штандарт 6» замінюється новою моделлю — «Дипломат». Це 6-циліндровий солідний автомобіль із заднім приводом і мотором у 2.9 л. Машина була побудована на нижчій рамі, ніж її попередник. Це дозволило побудувати більш просторий і динамічний кузов. Загалом продали за 4 роки 3200 «Дипломатів».

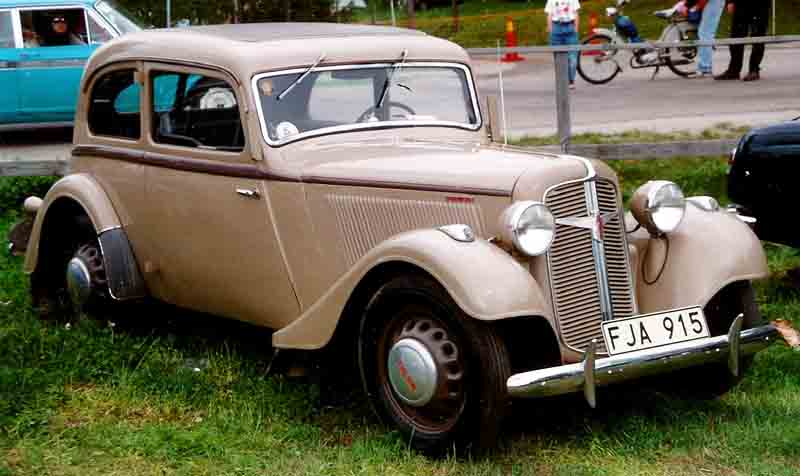
Adler Trumpf Junior

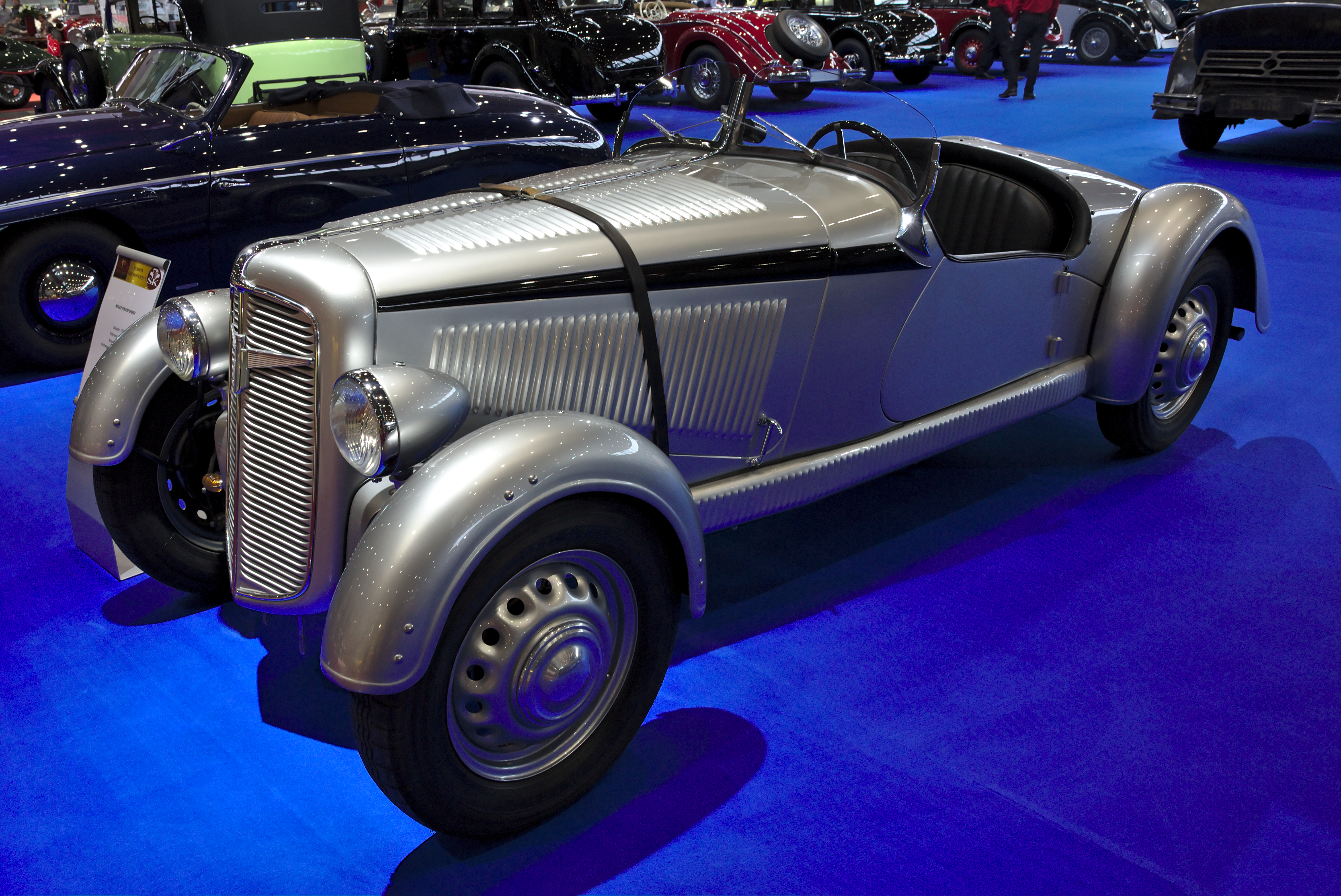
Adler Trumpf Junior Sport

У 1934 році з'являється машина, яка стала доволі масовою серед усіх «Адлерів» — «Трумпф Юніор», це був передньопривідний автомобіль з 1 л мотором. До кінця 1935 року було продано 24 000 машин. А з 1936 по 1941 ще більше — 78000 автомобілів.
До речі, червоний «Адлер Трумпф Юніор» напевно найвідоміший іноземний автомобіль в СРСР, на такому Боягуз, Бовдур і Бувалий тікали з викраденою Ніною від Шурика.
У 1936 році фірма будує спортивні машини на базі «Трумпф» — «Реннлімузін». Це закрите обтічне авто, яке дозволило зайняти 3 перших місця в Ле-Мані 1937 року.
У 1937 році з'являється машина, яка приходить на зміну «Дипломату», це 6-циліндрова задньопривідна машина, що має мотор 2.5 л. Автомобіль розробив Карл Еншке, який до 1935 року був головним інженером фірми «Штайєр». Це був обтічний автомобіль, який отримав прізвисько Autobahn, хоча заводський індекс у нього був «Тип 10». При проєктуванні кузова позначився досвід, отриманий у гонках Ле-Ману. 80-сильний варіант міг розігнатися на шосе до 150 км/год. Рівень Сх у машини дорівнював 0,36.

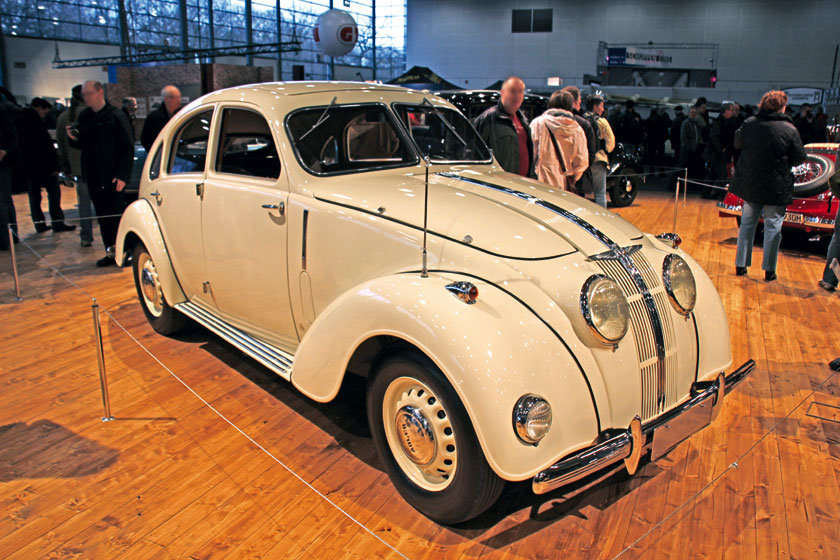
Adler Typ 10 2.5L

До речі, крім гідравлічних гальм, машина мала ще й гідравлічні амортизатори, і це в той час, коли ще більшість авто мали листові ресори в підвісці. До 1940 року було продано трохи менше 5300 таких авто.

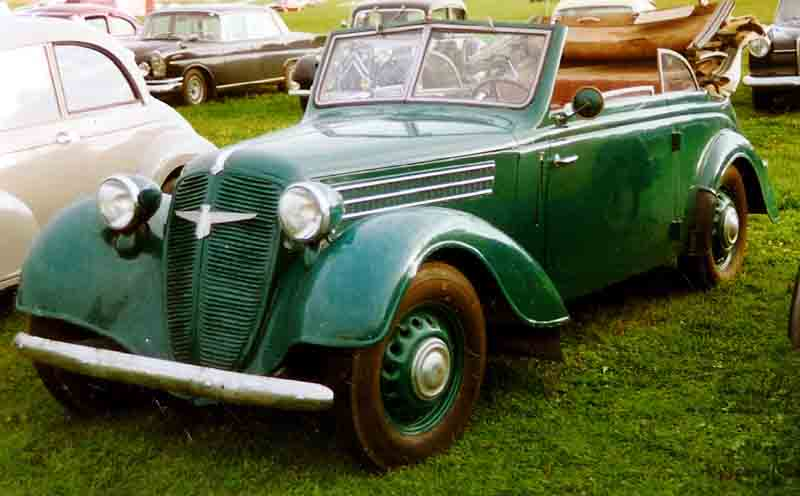
Adler 2.0L

У 1938 році «Адлер» переробляє модель «Трумпф», на неї ставлять мотор 1.9 л, ім'я «Трумпф» йде в історію, в підсумку з 1938 по 1940 рік машина продається як «Адлер 2 л». Загалом продали майже 7500 машин (до 1940 року).

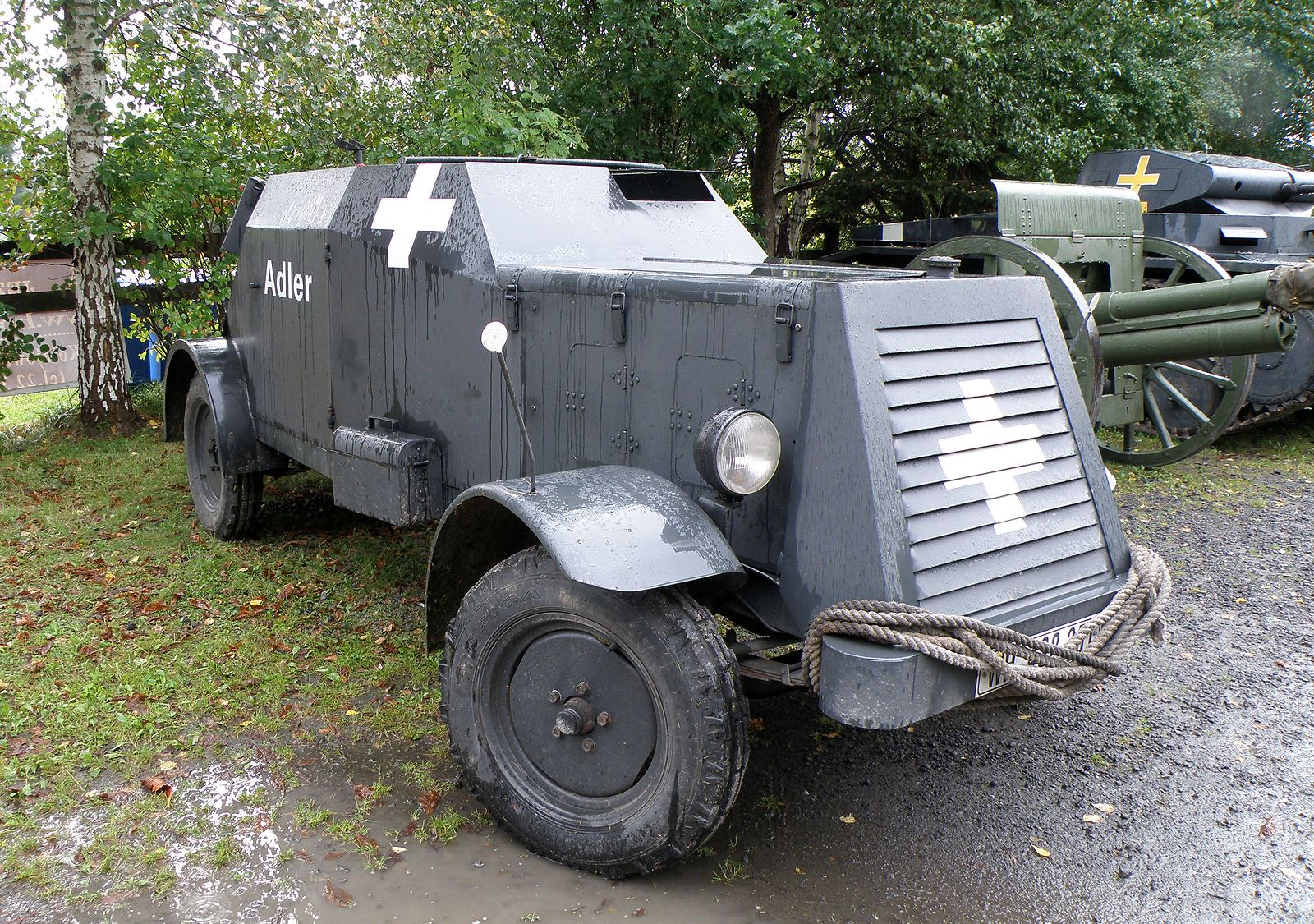
Adler Kfz.13

У 1940 завод переходить на військову продукцію, яку, до речі, почав потихеньку робити ще наприкінці 20-х років.

## Припинення виробництва автомобілів
У 1944 році завод сильно постраждав під час бомбардування, по поверненню миру фірма планувала відновити виробництво автомобілів і навіть замовила прототипи кузовів у 1949 році фірмі Karmann для довоєнної моделі «2 л». Але раптом чомусь директори фірми вирішують відмовитися від виробництва автомобілів. Фірма продовжує випускати мотоцикли, але за умовами репарації вони продаються в Англії під маркою BSA і Ariell, що явно не рекламує фірму як виробника мототехніки. У підсумку в 1957 році фірма закриває виробництво мотоциклів. Адлер продовжує випускати офісну техніку, чим попутно і займалася, починаючи з 1889 року.

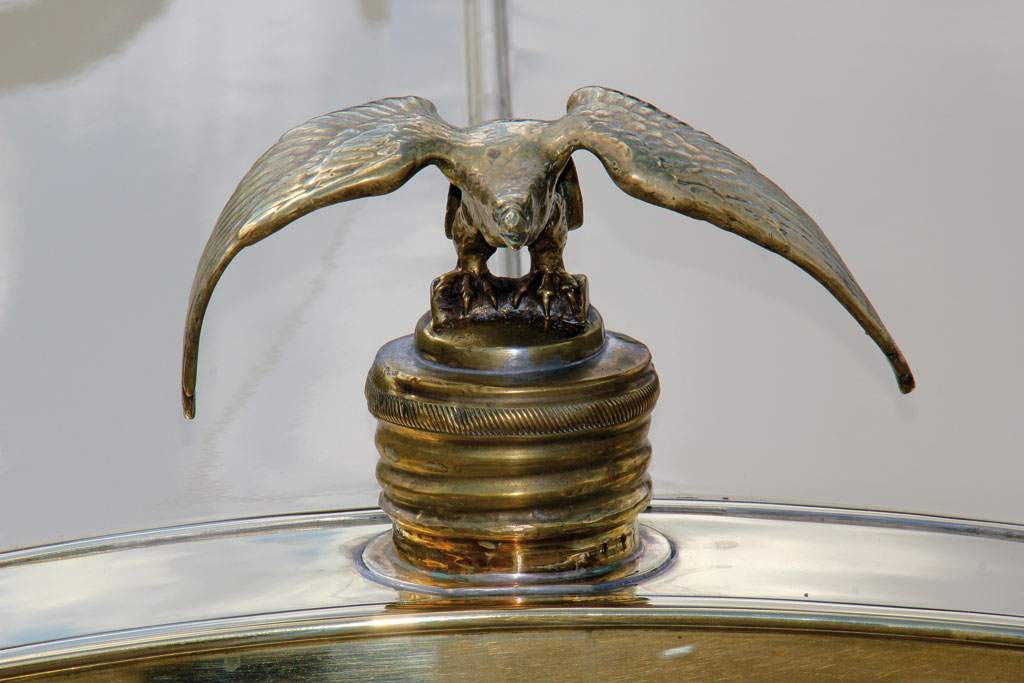
Емблема Adler

Проте в тому ж 1957 році фірму купує концерн «Грюндиг», пізніше виробничі потужності і права на фірму перекупить італійська компанія «Оліветті».

## Список автомобілів Adler
- 1900 — Adler Vis-à-Vis
  - Adler 4,5PS
- 1901 — Adler 8PS
- 1904 — Adler 24/28PS
  - Adler 8/12PS
- 1905 — Adler 40/50PS
- 1906 — Adler 4/8PS
- 1907 — Adler 5/9PS
  - Adler 8/15PS
  - Adler 11/18PS
- 1909 — Adler 10/28PS
  - Adler 11/30PS
  - Adler 19/45PS
  - Adler 23/50PS
- 1910 — Adler K 7/15PS
  - Adler KL 7/17PS
- 1911 — Adler K 5/13PS
  - Adler 30/70PS
  - Adler 35/80PS
- 1912 — Adler 20/50PS
- 1913 — Adler KL 6/16PS
  - Adler 9/24PS
  - Adler 15/40PS
  - Adler 25/55PS
- 1914 — Adler 12/30PS
- 1921 — Adler 9/24PS (9/30PS)
  - Adler 12/34PS (12/40PS)
  - Adler 18/60PS
- 1922 — Adler 6/22PS
- 1925 — Adler 10/50PS
  - Adler 18/80PS
  - Adler 6/25PS
- 1927 — Adler Standard 6
- 1928 — Adler Standard 8
- 1929 — Adler Favorit
- 1932 — Adler Trumpf
  - Adler Primus
- 1934 — Adler Diplomat
  - Adler Trumpf Junior
- 1937 — Adler 2.5L
- 1938 — Adler 2.0L